# N-butylbenzeensulfonamide
N-butylbenzeensulfonamide, doorgaans afgekort tot NBBS of BBSA, is een sulfonamide afgeleid van benzeensulfonzuur. Het is een heldere, kleurloze, olieachtige en niet-vluchtige vloeistof. Ze is bijna niet oplosbaar in water.

## Synthese
N-butylbenzeensulfonamide wordt bereid door de reactie van benzeensulfonylchloride en n-butylamine.

## Toepassingen
De voornaamste toepassing van de stof is als weekmaker in polyamides en copolyamiden.
N-butylbenzeensulfonamide wordt ook geproduceerd door sommige bacteriën uit het geslacht Pseudomonas en blijkt een (relatief lage) fungicide-activiteit te vertonen tegen onder andere grauwe schimmel (Botrytis cinerea) en Fusarium oxysporum.
N-butylbenzeensulfonamide is ook geïsoleerd uit de bast van Prunus africana, een boom uit Sub-Saharisch Afrika. De stof is antiandrogeen en blijkt de groei van prostaatkankercellen te inhiberen. N-butylbenzeensulfonamide of derivaten ervan zijn dus potentieel bruikbaar voor de behandeling van prostaatkanker en benigne prostaathyperplasie (BPH).

## Toxicologie en veiligheid
N-butylbenzeensulfonamide is een stabiele verbinding die in het milieu moeilijk biologisch afbreekbaar is. Sulfonamiden hydrolyseren ook niet in water. Ze zijn aangetroffen in grondwater, rivierwater, sneeuw en wijn in concentraties tot 100 µg/L.